# Codex Vyssegradensis

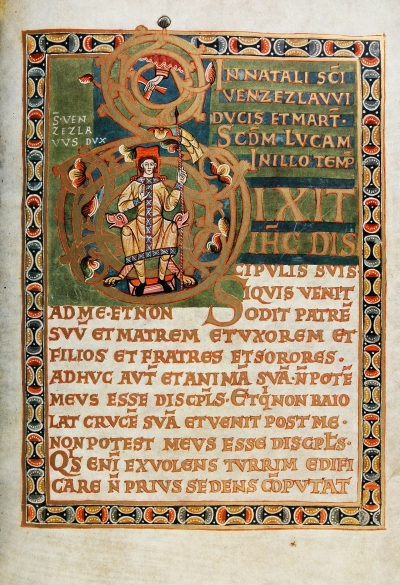
San Venceslao nell'iniziale. La nuova monarchia boema utilizza la mano di Dio circondata da un alone nel Vangelo della coronazione di Vratislao II.

Il Codex Vyssegradensis noto anche come Vangelo dell'incoronazione di re Vratislao, è un manoscritto miniato romanico dei Vangeli del tardo XI secolo, considerato il manoscritto più importante e di maggior valore tenuto in Boemia (Repubblica Ceca). La sua estremamente ricca iconografia ed i suoi componenti visivi lo fanno assurgere al rango tra i più preziosi codici miniati della seconda metà dell'XI secolo in Europa. Venne probabilmente realizzato su commissione di diplomatici cechi per onorare un anniversario dell'incoronazione del re ceco  Vratislav che ebbe luogo nel 1085 (Vratislav fu il primo re di Boemia, che in precedenza era un ducato). Il codice è di provenienza danubiana e strettamente legato ad altri tre manoscritti - due di essi ora in Polonia e uno nella Biblioteca Capitolare di Praga. Essi, probabilmente, vennero creati nella cerchia dello scriptorium del Monastero di San Emmerano a Ratisbona. Il manoscritto si trova oggi nella Biblioteca nazionale di Praga al numero XIV A 13. Nel 2005 è stato dichiarato Monumento culturale nazionale della repubblica Ceca.
La prima rappresentazione nota dell'Albero di Jesse si trova nel libro.
In un documento che analizza questa immagine, J.A. Hayes Williams sottolinea che la iconografia impiegata è molto diversa da quella che solitamente si trova in tali immagini, che sostiene si riferiscano ad una affermazione della regalità legittima del patrono reale. La pagina che mostra l'albero di Jesse è accompagnata da una serie di altre pagine miniate di cui quattro raffigurano la genealogia di Gesù. L'albero di Jesse non è stato utilizzato per supportare un numero di figure, come è usuale. Invece, il passaggio da Isaia è stato descritto in modo molto letterale. Nell'immagine, il profeta Isaia si avvicina Jesse da sotto e dai cui piedi spunta un albero e intorno alui si avvolge uno striscione con le parole che si traducono letteralmente come: - "Un piccolo romo da Jesse dà luogo ad uno splendido fiore", seguendo il linguaggio della Vulgata. Invece degli antenati presenti in raffigurazioni successive, sette colombe con una pertica avvolta da un alone tra i rami. Questi, in un motivo di arte bizantina, rappresentano i sette doni dello Spirito Santo, come descritto da Paolo.
Williams compara l'immagine con altre due, la vetrata dell'albero di Jesse della Cattedrale di Chartres e la Bibbia Lambeth in Inghilterra.